# Выборы в Совет депутатов города Новосибирска (2020)
Выборы в Совет депутатов города Новосибирска VII созыва состоялись 13 сентября 2020 года в единый день голосования.
В отличие от предыдущих выборов, все депутаты были избраны по мажоритарной системе. Количество мест в горсовете осталось прежним (50), количество округов увеличилось на 10 (с 40 до 50). Все округа остаются одномандатными.
Некоторые ресурсы сообщают, что изменение количества округов на предстоящих выборах связано с целью искусственного изменения соотношения политических сил в них.

## Предвыборная кампания
Руководителем предвыборного штаба КПРФ на выборы в горсовет и заксобрание стал второй секретарь областного комитета партии, действующий вице-спикер горсовета Ренат Сулейманов.
Руководителем кампании «Справедливой России» стал глава регионального отделения партии Анатолий Кубанов. Начальником штаба стал действующий депутат заксобрания Александр Аксёненко.
Координировать кампанию «Единой России» на выборах будет депутат Госдумы Виктор Игнатов. Главой предвыборного штаба стал действующий спикер заксобрания Андрей Шимкив. В партии заявили, что её члены не будут идти на выборы самовыдвиженцами, как это происходило, в частности, на выборах в Мосгордуму в 2019 году.

### Коалиция «Новосибирск 2020»
3 февраля 2020 года новосибирские общественники и политики подписали соглашение о создании коалиции «Новосибирск 2020». Одними из её основателей стали лидер регионального отделения «Яблока» Светлана Каверзина, глава новосибирского штаба Алексея Навального Сергей Бойко и глава общественной организации «Гражданский патруль» Ростислав Антонов. Коалиция готова предоставить вошедшим в неё кандидатам юридическую поддержку, помощь во время агитации и других этапов выборов. Одна из ключевых целей коалиции, согласно меморандуму — борьба против «сложившегося в Новосибирской области альянса партий КПРФ и „Единая Россия“». 20 февраля члены коалиции представили первых кандидатов на выборы в горсовет.
21 февраля федеральное бюро «Яблока» потребовало от членов партии отозвать свои подписи под меморандумом коалиции из-за участия в ней организации «Гражданский патруль», которая, по мнению руководства «Яблока», поддерживает вооружённые формирования в непризнанных ДНР и ЛНР. В «Гражданском патруле» поддержку вооружённых формирований отрицают. 20 марта члены «Яблока», не отозвавшие свои подписи под меморандумом, были исключены из партии.

## Список кандидатов
| Результаты выборов в совет депутатов города Новосибирска по округам | Результаты выборов в совет депутатов города Новосибирска по округам | Результаты выборов в совет депутатов города Новосибирска по округам | Результаты выборов в совет депутатов города Новосибирска по округам                                                 | Результаты выборов в совет депутатов города Новосибирска по округам | Результаты выборов в совет депутатов города Новосибирска по округам |
| Округ                                                               | Кандидат                                                            | Выдвижение                                                          | Примечания | Результат                                                           | Результат                                                           |
| Округ                                                               | Кандидат                                                            | Выдвижение                                                          | Примечания | Голоса                                                              | %                                                                   |
| ------------------------------------------------------------------- | ------------------------------------------------------------------- | ------------------------------------------------------------------- | --- | ------------------------------------------------------------------- | ------------------------------------------------------------------- |
| 1                                                                   | Митряшина Екатерина Николаевна                                      | Единая Россия                                                       | Действующий депутат                                                                                                 | 1536                                                                | 35,12%                                                              |
| 1                                                                   | Полевых Виктор Анатольевич                                          | ЛДПР                                                                | | 1236                                                                | 28,26%                                                              |
| 1                                                                   | Анорин Вячеслав Валерьевич                                          | самовыдвижение                                                      | Входит в коалицию «Новосибирск-2020», поддержан Умным Голосованием                                                  | 722                                                                 | 16,51%                                                              |
| 1                                                                   | Якубов Игорь Владимирович                                           | КПРФ                                                                | | 657                                                                 | 15,02%                                                              |
| 2                                                                   | Лебедев Евгений Владимирович                                        | ЛДПР                                                                | Действующий депутат, поддержан Умным Голосованием                                                                   | 3086                                                                | 71,09%                                                              |
| 2                                                                   | Андрющенко Владимир Александрович                                   | КПРФ                                                                | | 574                                                                 | 13,22%                                                              |
| 2                                                                   | Лондон Алексей Леонидович                                           | Единая Россия                                                       | | 296                                                                 | 6,82%                                                               |
| 2                                                                   | Малашенко Борис Владиславович                                       | Справедливая Россия                                                 | | 180                                                                 | 4,15%                                                               |
| 3                                                                   | Андреев Георгий Андреевич                                           | КПРФ                                                                | Действующий депутат                                                                                                 | 1833                                                                | 35,36%                                                              |
| 3                                                                   | Капишников Сергей Анатольевич                                       | Единая Россия                                                       | | 1393                                                                | 26,87%                                                              |
| 3                                                                   | Бурык Андрей Михайлович                                             | самовыдвижение                                                      | Входит в коалицию «Новосибирск-2020», поддержан Умным Голосованием                                                  | 839                                                                 | 16,18%                                                              |
| 3                                                                   | Голованев Дмитрий Павлович                                          | ЛДПР                                                                | | 622                                                                 | 11,99%                                                              |
| 3                                                                   | Ковальский Игорь Витальевич                                         | Справедливая Россия                                                 | | 257                                                                 | 4,96%                                                               |
| 4                                                                   | Беспечная Ирина Пантелеевна                                         | ЛДПР                                                                | | 1648                                                                | 32,09%                                                              |
| 4                                                                   | Салов Игорь Дмитриевич                                              | Единая Россия                                                       | Действующий депутат                                                                                                 | 1282                                                                | 24,96%                                                              |
| 4                                                                   | Мошкович Владимир Владимирович                                      | самовыдвижение                                                      | Входит в коалицию «Новосибирск-2020», поддержан Умным Голосованием                                                  | 1088                                                                | 21,18%                                                              |
| 4                                                                   | Трогаев Иван Игоревич                                               | КПРФ                                                                | | 680                                                                 | 13,21%                                                              |
| 4                                                                   | Лошкарев Алексей Александрович                                      | Справедливая Россия                                                 | | 225                                                                 | 4,38%                                                               |
| 5                                                                   | Прохоров Евгений Вячеславович                                       | самовыдвижение                                                      | поддержан Умным Голосованием и ЛДПР                                                                                 | 2650                                                                | 62,74%                                                              |
| 5                                                                   | Барсук Владимир Евгеньевич                                          | Единая Россия                                                       | Действующий депутат                                                                                                 | 1308                                                                | 30,97%                                                              |
| 6                                                                   | Антонов Ростислав Валерьевич                                        | самовыдвижение                                                      | поддержан Умным Голосованием                                                                                        | 2343                                                                | 40,16%                                                              |
| 6                                                                   | Сухоруков Сергей Владимирович                                       | КПРФ                                                                | Действующий депутат                                                                                                 | 1618                                                                | 27,73%                                                              |
| 6                                                                   | Чубыкина Наталья Леонидовна                                         | Яблоко                                                              | | 730                                                                 | 12,51%                                                              |
| 6                                                                   | Демченко Дмитрий Анатольевич                                        | ЛДПР                                                                | | 424                                                                 | 7,27%                                                               |
| 6                                                                   | Анисман Алекс Евгеньевич                                            | Справедливая Россия                                                 | | 353                                                                 | 6,05%                                                               |
| 6                                                                   | Бауск Вадим Евгеньевич                                              | Единая Россия                                                       | | -                                                                   | -                                                                   |
| 7                                                                   | Тыртышный Артём Григорьевич                                         | КПРФ                                                                | Действующий депутат                                                                                                 | 1644                                                                | 35,30%                                                              |
| 7                                                                   | Маняхин Пётр Борисович                                              | самовыдвижение                                                      | Входит в коалицию «Новосибирск-2020», поддержан Умным Голосованием                                                  | 1344                                                                | 28,86%                                                              |
| 7                                                                   | Лукашевская Наталья Витальевна                                      | Единая Россия                                                       | | 531                                                                 | 11,40%                                                              |
| 7                                                                   | Белов Аркадий Анатольевич                                           | Родина                                                              | | 475                                                                 | 10,20%                                                              |
| 7                                                                   | Суханов Артём Александрович                                         | Справедливая Россия                                                 | | 221                                                                 | 4,75%                                                               |
| 7                                                                   | Лорер Анатолий Петрович                                             | ЛДПР                                                                | | 206                                                                 | 4,42%                                                               |
| 8                                                                   | Стрекалов Василий Валентинович                                      | ЛДПР                                                                | | 2904                                                                | 41,57%                                                              |
| 8                                                                   | Лондон Мария Эдуардовна                                             | самовыдвижение                                                      | Входит в коалицию «Новосибирск-2020», поддержан Умным Голосованием                                                  | 1882                                                                | 26,94%                                                              |
| 8                                                                   | Конобеев Иван Сергеевич                                             | КПРФ                                                                | Действующий депутат                                                                                                 | 1126                                                                | 16,12%                                                              |
| 8                                                                   | Зубчик Иван Викторович                                              | самовыдвижение                                                      | | 476                                                                 | 6,81%                                                               |
| 8                                                                   | Пономарев Александр Игоревич                                        | Единая Россия                                                       | | 398                                                                 | 5,70%                                                               |
| 8                                                                   | Бакшаева Зоя Александровна                                          | Справедливая Россия                                                 | | -                                                                   | -                                                                   |
| 9                                                                   | Люмин Владислав Игоревич                                            | Единая Россия                                                       | Действующий депутат                                                                                                 | 1652                                                                | 34,96%                                                              |
| 9                                                                   | Мазур Алексей Витальевич                                            | самовыдвижение                                                      | Входит в коалицию «Новосибирск-2020», поддержан Умным Голосованием                                                  | 1445                                                                | 30,58%                                                              |
| 9                                                                   | Запорожец Андрей Андреевич                                          | КПРФ                                                                | | 786                                                                 | 16,63%                                                              |
| 9                                                                   | Болбат Герман Владиславович                                         | Родина                                                              | | 278                                                                 | 5,88%                                                               |
| 9                                                                   | Сафроненко Елена Геннадьевна                                        | ЛДПР                                                                | | 263                                                                 | 5,56%                                                               |
| 9                                                                   | Дарвешян Азиз Мамоевич                                              | Справедливая Россия                                                 | | 122                                                                 | 2,58%                                                               |
| 10                                                                  | Шалимова Екатерина Викторовна                                       | самовыдвижение                                                      | поддержан Умным Голосованием                                                                                        | 2554                                                                | 44,63%                                                              |
| 10                                                                  | Озманян Арман Армеевич                                              | Единая Россия                                                       | | 1241                                                                | 21,68%                                                              |
| 10                                                                  | Бурдинский Ян Александрович                                         | КПРФ                                                                | | 625                                                                 | 10,92%                                                              |
| 10                                                                  | Малышев Виталий Александрович                                       | самовыдвижение                                                      | | 494                                                                 | 8,63%                                                               |
| 10                                                                  | Саттарова Нина Константиновна                                       | Справедливая Россия                                                 | | 154                                                                 | 2,69%                                                               |
| 10                                                                  | Отовчиц Виталия Александровна                                       | ЛДПР                                                                | | 149                                                                 | 2,60%                                                               |
| 11                                                                  | Украинцев Игорь Сергеевич                                           | Зелёные                                                             | поддержан Умным Голосованием                                                                                        | 2282                                                                | 48,49%                                                              |
| 11                                                                  | Канунников Вадим Сергеевич                                          | КПРФ                                                                | | 1012                                                                | 21,50%                                                              |
| 11                                                                  | Шестаков Олег Александрович                                         | Единая Россия                                                       | Действующий депутат                                                                                                 | 883                                                                 | 17,70%                                                              |
| 11                                                                  | Ковнер Карина Юрьевна                                               | ЛДПР                                                                | | 277                                                                 | 5,89%                                                               |
| 12                                                                  | Сафонкин Степан Александрович                                       | самовыдвижение                                                      | поддержан Умным Голосованием                                                                                        | 1780                                                                | 35,54%                                                              |
| 12                                                                  | Науменко Валерий Владимирович                                       | КПРФ                                                                | Действующий депутат                                                                                                 | 1500                                                                | 29,10%                                                              |
| 12                                                                  | Алоян Михаил Суренович                                              | самовыдвижение                                                      | | 758                                                                 | 14,71%                                                              |
| 12                                                                  | Францев Егор Николаевич                                             | самовыдвижение                                                      | | 357                                                                 | 6,93%                                                               |
| 12                                                                  | Щепетнёв Александр Александрович                                    | ЛДПР                                                                | | 304                                                                 | 5,90%                                                               |
| 12                                                                  | Зимин Юрий Анатольевич                                              | самовыдвижение                                                      | | 130                                                                 | 2,52%                                                               |
| 13                                                                  | Константинова Ирина Игоревна                                        | Единая Россия                                                       | Действующий депутат                                                                                                 | 1486                                                                | 36,58%                                                              |
| 13                                                                  | Штро Татьяна Анатольевна                                            | ЛДПР                                                                | поддержан Умным Голосованием                                                                                        | 901                                                                 | 22,18%                                                              |
| 13                                                                  | Большаков Сергей Владимирович                                       | Родина                                                              | | 846                                                                 | 20,83%                                                              |
| 13                                                                  | Болотская Татьяна Витальевна                                        | КПРФ                                                                | | 626                                                                 | 15,41%                                                              |
| 14                                                                  | Чернышев Павел Андреевич                                            | Единая Россия                                                       | Действующий депутат                                                                                                 | 1467                                                                | 29,57%                                                              |
| 14                                                                  | Давыдов Александр Александрович                                     | самовыдвижение                                                      | Входит в коалицию «Новосибирск-2020», поддержан Умным Голосованием                                                  | 1213                                                                | 24,45%                                                              |
| 14                                                                  | Рытиков Игорь Михайлович                                            | Родина                                                              | | 1019                                                                | 20,54%                                                              |
| 14                                                                  | Тупицын Валерий Григорьевич                                         | КПРФ                                                                | | 447                                                                 | 9,01%                                                               |
| 14                                                                  | Суворов Вячеслав Александрович                                      | ЛДПР                                                                | | 373                                                                 | 7,52%                                                               |
| 14                                                                  | Рагулин Сергей Анатольевич                                          | Справедливая Россия                                                 | | 244                                                                 | 4,92%                                                               |
| 15                                                                  | Воронина Елена Алексеевна                                           | Единая Россия                                                       | | 1646                                                                | 36,94%                                                              |
| 15                                                                  | Куницин Алексей Викторович                                          | самовыдвижение                                                      | Входит в коалицию «Новосибирск-2020», поддержан Умным Голосованием                                                  | 970                                                                 | 21,77%                                                              |
| 15                                                                  | Калиниченко Станислав Игоревич                                      | Справедливая Россия                                                 | | 578                                                                 | 12,97%                                                              |
| 15                                                                  | Фишер Евгений Владимирович                                          | КПРФ                                                                | | 461                                                                 | 10,35%                                                              |
| 15                                                                  | Любов Олег Алексеевич                                               | ЛДПР                                                                | | 297                                                                 | 6,67%                                                               |
| 15                                                                  | Рахманин Константин Анатольевич                                     | самовыдвижение                                                      | | 138                                                                 | 3,10%                                                               |
| 15                                                                  | Червоткин Роман Александрович                                       | самовыдвижение                                                      | | 86                                                                  | 1,93%                                                               |
| 16                                                                  | Атякшев Игорь Александрович                                         | Единая Россия                                                       | Действующий депутат                                                                                                 | 1979                                                                | 39,93%                                                              |
| 16                                                                  | Забалуева Ольга Андреевна                                           | самовыдвижение                                                      | Входит в коалицию «Новосибирск-2020», поддержан Умным Голосованием                                                  | 1056                                                                | 21,31%                                                              |
| 16                                                                  | Олеников Дмитрий Владимирович                                       | КПРФ                                                                | | 779                                                                 | 15,72%                                                              |
| 16                                                                  | Ляшенко Алексей Валерьевич                                          | За Правду                                                           | | 356                                                                 | 7,18%                                                               |
| 16                                                                  | Никитенко Иван Петрович                                             | Справедливая Россия                                                 | | 234                                                                 | 4,72%                                                               |
| 16                                                                  | Недобежкин Олег Владимирович                                        | ЛДПР                                                                | | 219                                                                 | 4,42%                                                               |
| 16                                                                  | Глушинский Александр Вячеславович                                   | самовыдвижение                                                      | | 94                                                                  | 1,90%                                                               |
| 17                                                                  | Рыбин Леонид Юрьевич                                                | Родина                                                              | поддержан Умным Голосованием                                                                                        | 2722                                                                | 41,63%                                                              |
| 17                                                                  | Макаров Сергей Викторович                                           | самовыдвижение                                                      | | 1337                                                                | 20,45%                                                              |
| 17                                                                  | Деменков Роман Леонидович                                           | КПРФ                                                                | | 621                                                                 | 9,50%                                                               |
| 17                                                                  | Смирнова Надежда Николаевна                                         | Единая Россия                                                       | | 540                                                                 | 8,26%                                                               |
| 17                                                                  | Крылова Ольга Анатольевна                                           | ЛДПР                                                                | | 406                                                                 | 6,21%                                                               |
| 17                                                                  | Ламбин Алексей Николаевич                                           | Справедливая Россия                                                 | | 254                                                                 | 3,88%                                                               |
| 18                                                                  | Крайнов Евгений Анатольевич                                         | Единая Россия                                                       | | 2122                                                                | 43,74%                                                              |
| 18                                                                  | Великанов Евгений Валентинович                                      | ЛДПР                                                                | поддержан Умным Голосованием                                                                                        | 1173                                                                | 24,18%                                                              |
| 18                                                                  | Патрушева Жанна Юрьевна                                             | Справедливая Россия                                                 | | 798                                                                 | 16,45%                                                              |
| 18                                                                  | Тамбовцев Елисей Юрьевич                                            | самовыдвижение                                                      | | 339                                                                 | 6,99%                                                               |
| 19                                                                  | Тарасов Александр Валерьевич                                        | Единая Россия                                                       | Действующий депутат                                                                                                 | 1831                                                                | 46,23%                                                              |
| 19                                                                  | Жирнов Александр Игоревич                                           | Справедливая Россия                                                 | поддержан Умным Голосованием                                                                                        | 815                                                                 | 20,58%                                                              |
| 19                                                                  | Мягков Сергей Александрович                                         | КПРФ                                                                | | 594                                                                 | 14,99%                                                              |
| 19                                                                  | Григорьев Алексей Борисович                                         | ЛДПР                                                                | | 367                                                                 | 9,27%                                                               |
| 19                                                                  | Макаров Георгий Андреевич                                           | самовыдвижение                                                      | | 191                                                                 | 4,82%                                                               |
| 20                                                                  | Кудин Игорь Валерьевич                                              | Единая Россия                                                       | Действующий депутат                                                                                                 | 1959                                                                | 43,19%                                                              |
| 20                                                                  | Нелидов Антон Александрович                                         | самовыдвижение                                                      | Входит в коалицию «Новосибирск-2020», поддержан Умным Голосованием                                                  | 1470                                                                | 32,41%                                                              |
| 20                                                                  | Дремайлова Наталья Анатольевна                                      | Справедливая Россия                                                 | | 283                                                                 | 6,24%                                                               |
| 20                                                                  | Бондарев Вячеслав Вячеславович                                      | самовыдвижение                                                      | | 260                                                                 | 5,73%                                                               |
| 20                                                                  | Коробов Валентин Викторович                                         | ЛДПР                                                                | | 239                                                                 | 5,27%                                                               |
| 20                                                                  | Гизбрехт Андрей Борисович                                           | самовыдвижение                                                      | | 143                                                                 | 3,15%                                                               |
| 21                                                                  | Асанцев Дмитрий Владимирович                                        | Единая Россия                                                       | Действующий депутат                                                                                                 | 2938                                                                | 61,12%                                                              |
| 21                                                                  | Гончаров Валентин Александрович                                     | Справедливая Россия                                                 | поддержан Умным Голосованием                                                                                        | 982                                                                 | 20,43%                                                              |
| 21                                                                  | Соколов Александр Михайлович                                        | ЛДПР                                                                | | 413                                                                 | 8,59%                                                               |
| 21                                                                  | Власов Сергей Владимирович                                          | самовыдвижение                                                      | | 254                                                                 | 5,28%                                                               |
| 22                                                                  | Бестужев Александр Владимирович                                     | Единая Россия                                                       | Действующий депутат                                                                                                 | 1832                                                                | 39,84%                                                              |
| 22                                                                  | Захаров Александр Витальевич                                        | самовыдвижение                                                      | Входит в коалицию «Новосибирск-2020», поддержан Умным Голосованием                                                  | 952                                                                 | 20,70%                                                              |
| 22                                                                  | Корякина Оксана Александровна                                       | КПРФ                                                                | | 665                                                                 | 14,46%                                                              |
| 22                                                                  | Гончарова Светлана Станиславовна                                    | Справедливая Россия                                                 | | 350                                                                 | 7,61%                                                               |
| 22                                                                  | Лутошкина Елена Юрьевна                                             | ЛДПР                                                                | | 279                                                                 | 6,07%                                                               |
| 22                                                                  | Чадова Елена Васильевна                                             | Коммунисты России                                                   | | 177                                                                 | 3,85%                                                               |
| 22                                                                  | Сидоров Михаил Николаевич                                           | самовыдвижение                                                      | | 110                                                                 | 2,39%                                                               |
| 23                                                                  | Колпаков Дмитрий Викторович                                         | Единая Россия                                                       | Действующий депутат                                                                                                 | 1336                                                                | 33,41%                                                              |
| 23                                                                  | Косов Сергей Геннадьевич                                            | самовыдвижение                                                      | Входит в коалицию «Новосибирск-2020», поддержан Умным Голосованием                                                  | 1197                                                                | 29,93%                                                              |
| 23                                                                  | Кашапова Юлия Александровна                                         | КПРФ                                                                | | 518                                                                 | 12,95%                                                              |
| 23                                                                  | Ефимов Виктор Николаевич                                            | ЛДПР                                                                | | 329                                                                 | 8,23%                                                               |
| 23                                                                  | Данилова Ирина Николаевна                                           | Коммунисты России                                                   | | 297                                                                 | 7,43%                                                               |
| 23                                                                  | Железков Вадим Романович                                            | самовыдвижение                                                      | | 101                                                                 | 2,53%                                                               |
| 24                                                                  | Трубников Сергей Михайлович                                         | Единая Россия                                                       | Действующий депутат                                                                                                 | 1875                                                                | 42,03%                                                              |
| 24                                                                  | Гунькин Семён Юрьевич                                               | самовыдвижение                                                      | Входит в коалицию «Новосибирск-2020», поддержан Умным Голосованием                                                  | 1217                                                                | 27,28%                                                              |
| 24                                                                  | Теремшонок Наталья Алексеевна                                       | ЛДПР                                                                | | 569                                                                 | 12,75%                                                              |
| 24                                                                  | Новиков Станислав Валерьевич                                        | Справедливая Россия                                                 | | 380                                                                 | 8,52%                                                               |
| 24                                                                  | Руднев Александр Олегович                                           | самовыдвижение                                                      | | 202                                                                 | 4,53%                                                               |
| 25                                                                  | Картавин Антон Викторович                                           | самовыдвижение                                                      | Входит в коалицию «Новосибирск-2020», поддержан Умным Голосованием                                                  | 1869                                                                | 45,92%                                                              |
| 25                                                                  | Моисеев Сергей Николаевич                                           | Единая Россия                                                       | Действующий депутат                                                                                                 | 1388                                                                | 34,10%                                                              |
| 25                                                                  | Зайцев Дмитрий Владимирович                                         | ЛДПР                                                                | | 547                                                                 | 13,44%                                                              |
| 26                                                                  | Червов Дмитрий Валерьевич                                           | Единая Россия                                                       | Действующий депутат                                                                                                 | 1873                                                                | 42,52%                                                              |
| 26                                                                  | Гавриленко Игорь Юрьевич                                            | самовыдвижение                                                      | Входит в коалицию «Новосибирск-2020», поддержан Умным Голосованием                                                  | 1182                                                                | 26,83%                                                              |
| 26                                                                  | Алексеев Алексей Евгеньевич                                         | самовыдвижение                                                      | | 579                                                                 | 13,14%                                                              |
| 26                                                                  | Русских Дмитрий Игоревич                                            | Справедливая Россия                                                 | | 475                                                                 | 10,78%                                                              |
| 27                                                                  | Бурмистров Александр Сергеевич                                      | КПРФ                                                                | Действующий депутат                                                                                                 | 2171                                                                | 47,95%                                                              |
| 27                                                                  | Иванов Алексей Алексеевич                                           | самовыдвижение Единая Россия                                        | Входит в коалицию «Новосибирск-2020», поддержан Умным Голосованием                                                  | 858                                                                 | 18,95%                                                              |
| 27                                                                  | Вишленкова Олеся Николаевна                                         | Единая Россия                                                       | | 528                                                                 | 11,66%                                                              |
| 27                                                                  | Романенко Татьяна Ивановна                                          | ЛДПР                                                                | | 354                                                                 | 7,82%                                                               |
| 27                                                                  | Миронец Алексей Игоревич                                            | За Правду                                                           | | 340                                                                 | 7,51%                                                               |
| 28                                                                  | Тямин Николай Андреевич                                             | Единая Россия                                                       | Действующий депутат                                                                                                 | 2482                                                                | 57,13%                                                              |
| 28                                                                  | Бакшаев Александр Александрович                                     | Справедливая Россия                                                 | поддержан Умным Голосованием                                                                                        | 972                                                                 | 22,38%                                                              |
| 28                                                                  | Любенный Александр Анатольевич                                      | ЛДПР                                                                | | 518                                                                 | 11,93%                                                              |
| 29                                                                  | Кулинич Денис Александрович                                         | Единая Россия                                                       | Действующий депутат                                                                                                 | 2245                                                                | 45,09%                                                              |
| 29                                                                  | Миронова Светлана Сергеевна                                         | КПРФ                                                                | | 884                                                                 | 17,75%                                                              |
| 29                                                                  | Антипин Виталий Николаевич                                          | Справедливая Россия                                                 | поддержан Умным Голосованием                                                                                        | 739                                                                 | 14,84%                                                              |
| 29                                                                  | Байер Игорь Вячеславович                                            | самовыдвижение                                                      | | 642                                                                 | 12,89%                                                              |
| 29                                                                  | Зайцев Андрей Иванович                                              | ЛДПР                                                                | | 230                                                                 | 4,62%                                                               |
| 30                                                                  | Аникин Андрей Геннадьевич                                           | Единая Россия                                                       | Действующий депутат                                                                                                 | 2434                                                                | 50,84%                                                              |
| 30                                                                  | Цыбизов Евгений Александрович                                       | самовыдвижение                                                      | | 1131                                                                | 23,62%                                                              |
| 30                                                                  | Семенчук Аглая Анатольевна                                          | Справедливая Россия                                                 | поддержан Умным Голосованием                                                                                        | 821                                                                 | 17,15%                                                              |
| 31                                                                  | Покровский Кирилл Евгеньевич                                        | Единая Россия                                                       | Действующий депутат                                                                                                 | 1801                                                                | 50,69%                                                              |
| 31                                                                  | Геронимус Юрий Борисович                                            | Справедливая Россия                                                 | поддержан Умным Голосованием                                                                                        | 975                                                                 | 27,44%                                                              |
| 31                                                                  | Демченко Александр Владимирович                                     | ЛДПР                                                                | | 540                                                                 | 15,20%                                                              |
| 32                                                                  | Савченко Александр Вадимович                                        | самовыдвижение                                                      | | 114                                                                 | 3,18%                                                               |
| 32                                                                  | Сергеева Анастасия Валерьевна                                       | самовыдвижение                                                      | Входит в коалицию «Новосибирск-2020», поддержан Умным Голосованием                                                  | 788                                                                 | 21,97%                                                              |
| 32                                                                  | Тарасова Марина Викторовна                                          | ЛДПР                                                                | | 279                                                                 | 7,78%                                                               |
| 32                                                                  | Чаховский Денис Александрович                                       | Единая Россия                                                       | | 1696                                                                | 47,28%                                                              |
| 32                                                                  | Шелков Виталий Александрович                                        | Справедливая Россия                                                 | | 484                                                                 | 13,49%                                                              |
| 33                                                                  | Геронимус Анна Владимировна                                         | Справедливая Россия                                                 | | 213                                                                 | 4,64%                                                               |
| 33                                                                  | Запрягаева Елена Александровна                                      | КПРФ                                                                | | 922                                                                 | 20,1%                                                               |
| 33                                                                  | Мокин Сергей Николаевич                                             | ЛДПР                                                                | | 239                                                                 | 5,21%                                                               |
| 33                                                                  | Пуховский Илья Владимирович                                         | самовыдвижение                                                      | Входит в коалицию «Новосибирск-2020», поддержан Умным Голосованием, член Федерального Штаба Пиратской партии России | 1011                                                                | 22,03%                                                              |
| 33                                                                  | Савельев Александр Геннадьевич                                      | самовыдвижение                                                      | Действующий депутат, поддержан Единой Россией                                                                       | 1909                                                                | 41,59%                                                              |
| 34                                                                  | Герасимова Галина Валерьевна                                        | ЛДПР                                                                | поддержан Умным Голосованием                                                                                        | 859                                                                 | 19,93%                                                              |
| 34                                                                  | Гончарова Лилия Владимировна                                        | самовыдвижение                                                      | поддержан Единой Россией                                                                                            | 1974                                                                | 45,80%                                                              |
| 34                                                                  | Ильиченко Игорь Петрович                                            | Единая Россия                                                       | | 1477                                                                | 34,27%                                                              |
| 35                                                                  | Апальков Роман Сергеевич                                            | ЛДПР                                                                | | 313                                                                 | 6,8%                                                                |
| 35                                                                  | Басов Виталий Яковлевич                                             | самовыдвижение                                                      | | 126                                                                 | 2,7%                                                                |
| 35                                                                  | Вахминцева Марина Николаевна                                        | Новые Люди                                                          | | 683                                                                 | 14,8%                                                               |
| 35                                                                  | Тимофеев Игорь Евгеньевич                                           | самовыдвижение                                                      | | 906                                                                 | 19,6%                                                               |
| 35                                                                  | Якименко Вячеслав Дмитриевич                                        | самовыдвижение                                                      | Входит в коалицию «Новосибирск-2020», поддержан Умным Голосованием                                                  | 1294                                                                | 28%                                                                 |
| 35                                                                  | Яковенко Евгений Станиславович                                      | Единая Россия                                                       | Действующий депутат                                                                                                 | 1305                                                                | 28,2%                                                               |
| 36                                                                  | Джулай Алексей Юрьевич                                              | Единая Россия                                                       | Действующий депутат                                                                                                 | 3025                                                                | 57,9%                                                               |
| 36                                                                  | Ланов Даниил Максимович                                             | самовыдвижение                                                      | | 128                                                                 | 2,5%                                                                |
| 36                                                                  | Николаева Ольга Геннадьевна                                         | ЛДПР                                                                | | 459                                                                 | 8,8%                                                                |
| 36                                                                  | Селютин Александр Евгеньевич                                        | самовыдвижение                                                      | | 136                                                                 | 2,6%                                                                |
| 36                                                                  | Старцев Максим Дмитриевич                                           | КПРФ                                                                | поддержан Умным Голосованием                                                                                        | 1474                                                                | 28,3%                                                               |
| 37                                                                  | Зайцев Андрей Юрьевич                                               | КПРФ                                                                | | 830                                                                 | 15,8%                                                               |
| 37                                                                  | Зайцев Михаил Васильевич                                            | самовыдвижение                                                      | | 141                                                                 | 2,7%                                                                |
| 37                                                                  | Карпицкий Павел Викторович                                          | ЛДПР                                                                | | 327                                                                 | 6,2%                                                                |
| 37                                                                  | Левченко Кирилл Сергеевич                                           | самовыдвижение                                                      | Входит в коалицию «Новосибирск-2020», поддержан Умным Голосованием                                                  | 1534                                                                | 29%                                                                 |
| 37                                                                  | Титаренко Игорь Николаевич                                          | Единая Россия                                                       | Действующий депутат                                                                                                 | 2440                                                                | 46,3%                                                               |
| 38                                                                  | Ильиных Инна Сергеевна                                              | ЛДПР                                                                | | 2435                                                                |                                                                     |
| 38                                                                  | Кузнецов Матвей Александрович                                       | КПРФ                                                                | | 909                                                                 |                                                                     |
| 38                                                                  | Могилин Александр Васильевич                                        | самовыдвижение                                                      | Входит в коалицию «Новосибирск-2020», поддержан Умным Голосованием                                                  | 1125                                                                |                                                                     |
| 38                                                                  | Плотников Денис Васильевич                                          | самовыдвижение                                                      | Действующий депутат                                                                                                 | 1082                                                                |                                                                     |
| 38                                                                  | Радаев Андрей Владимирович                                          | самовыдвижение                                                      | | 269                                                                 |                                                                     |
| 38                                                                  | Хачатрян Ваагн Мхитарович                                           | Справедливая Россия                                                 | | 84                                                                  |                                                                     |
| 39                                                                  | Драчук Владимир Александрович                                       | Справедливая Россия                                                 | | 315                                                                 |                                                                     |
| 39                                                                  | Копач Михаил Мигальевич                                             | самовыдвижение                                                      | | 161                                                                 |                                                                     |
| 39                                                                  | Мухарицын Александр Михайлович                                      | самовыдвижение                                                      | поддержан Умным Голосованием                                                                                        | 2022                                                                |                                                                     |
| 39                                                                  | Скитер Ольга Владимировна                                           | ЛДПР                                                                | | 312                                                                 |                                                                     |
| 39                                                                  | Черных Валерий Владиславович                                        | Единая Россия                                                       | Действующий депутат                                                                                                 | 1348                                                                |                                                                     |
| 40                                                                  | Астраханцева Анна Анатольевна                                       | ЛДПР                                                                | | 514                                                                 |                                                                     |
| 40                                                                  | Егоркин Максим Владимирович                                         | Справедливая Россия                                                 | | 380                                                                 |                                                                     |
| 40                                                                  | Лобыня Дмитрий Сергеевич                                            | КПРФ                                                                | | 1187                                                                |                                                                     |
| 40                                                                  | Майоров Сергей Сергеевич                                            | самовыдвижение                                                      | | 983                                                                 |                                                                     |
| 40                                                                  | Пирогова Хельга Вадимовна                                           | самовыдвижение                                                      | Входит в коалицию «Новосибирск-2020», поддержан Умным Голосованием                                                  | 1869                                                                |                                                                     |
| 40                                                                  |                                                                     |                                                                     | |                                                                     |                                                                     |
| 41                                                                  | Веников Евгений Дмитриевич                                          | Справедливая Россия                                                 | | 229                                                                 |                                                                     |
| 41                                                                  | Волобуев Олег Николаевич                                            | КПРФ                                                                | Действующий депутат                                                                                                 | 950                                                                 |                                                                     |
| 41                                                                  | Герасимова Арина Вениаминовна                                       | самовыдвижение                                                      | Входит в коалицию «Новосибирск-2020», поддержан Умным Голосованием                                                  | 703                                                                 |                                                                     |
| 41                                                                  | Гудовский Андрей Эдуардович                                         | самовыдвижение                                                      | поддержан Единой Россией                                                                                            | 1616                                                                |                                                                     |
| 41                                                                  | Еремина Алена Игоревна                                              | ЛДПР                                                                | | 269                                                                 |                                                                     |
| 41                                                                  |                                                                     |                                                                     | |                                                                     |                                                                     |
| 42                                                                  | Горшков Павел Александрович                                         | КПРФ                                                                | | 2853                                                                |                                                                     |
| 42                                                                  | Дяденко Александр Николаевич                                        | Справедливая Россия                                                 | | 144                                                                 |                                                                     |
| 42                                                                  | Курочкин Дмитрий Андреевич                                          | самовыдвижение                                                      | | 265                                                                 |                                                                     |
| 42                                                                  | Курочкин Дмитрий Павлович                                           | ЛДПР                                                                | | 1899                                                                |                                                                     |
| 42                                                                  | Нефедов Алексей Игоревич                                            | самовыдвижение                                                      | Входит в коалицию «Новосибирск-2020», поддержан Умным Голосованием                                                  | 529                                                                 |                                                                     |
| 42                                                                  | Родионов Александров Александрович                                  | Единая Россия                                                       | Действующий депутат                                                                                                 | 621                                                                 |                                                                     |
| 43                                                                  | Бовкун Роман Анатольевич                                            | ЛДПР                                                                | | 363                                                                 |                                                                     |
| 43                                                                  | Дамаев Дмитрий Владимирович                                         | Единая Россия                                                       | Действующий депутат                                                                                                 | 1287                                                                |                                                                     |
| 43                                                                  | Дьячков Сергей Александрович                                        | самовыдвижение                                                      | Входит в коалицию «Новосибирск-2020», поддержан Умным Голосованием                                                  | 620                                                                 |                                                                     |
| 43                                                                  | Кондрахин Артём Николаевич                                          | Новые Люди                                                          | | 414                                                                 |                                                                     |
| 43                                                                  | Любавский Андрей Валерьевич                                         | КПРФ                                                                | | 1505                                                                |                                                                     |
| 44                                                                  | Колотвин Александр Александрович                                    | самовыдвижение                                                      | | 1058                                                                |                                                                     |
| 44                                                                  | Лукошкин Игорь Алексеевич                                           | ЛДПР                                                                | | 270                                                                 |                                                                     |
| 44                                                                  | Михайлов Алексей Юрьевич                                            | КПРФ                                                                | | 1564                                                                |                                                                     |
| 44                                                                  | Немцев Алексей Викторович                                           | самовыдвижение                                                      | Входит в коалицию «Новосибирск-2020», поддержан Умным Голосованием                                                  | 855                                                                 |                                                                     |
| 45                                                                  | Байжанов Ерлан Омарович                                             | КПРФ                                                                | | 1666                                                                |                                                                     |
| 45                                                                  | Близнюк Анастасия Германовна                                        | самовыдвижение                                                      | | 707                                                                 |                                                                     |
| 45                                                                  | Горелова Юлия Викторовна                                            | ЛДПР                                                                | | 142                                                                 |                                                                     |
| 45                                                                  | Колесников Александр Викторович                                     | Единая Россия                                                       | | 513                                                                 |                                                                     |
| 45                                                                  | Максимов Глеб Михайлович                                            | Справедливая Россия                                                 | | 355                                                                 |                                                                     |
| 45                                                                  | Пинус Наталья Ивановна                                              | самовыдвижение                                                      | Действующий депутат, поддержан Умным Голосованием                                                                   | 3901                                                                |                                                                     |
| 46                                                                  | Григоренко Игорь Борисович                                          | Справедливая Россия                                                 | | 409                                                                 |                                                                     |
| 46                                                                  | Суетин Сергей Георгиевич                                            | ЛДПР                                                                | | 184                                                                 |                                                                     |
| 46                                                                  | Каверзина Светлана Викторовна                                       | самовыдвижение                                                      | Входит в коалицию «Новосибирск-2020», поддержан Умным Голосованием                                                  | 2642                                                                |                                                                     |
| 46                                                                  | Фельдбуш Александр Владимирович                                     | Единая Россия                                                       | Действующий депутат                                                                                                 | 1447                                                                |                                                                     |
| 46                                                                  | Церпята Александр Николаевич                                        | КПРФ                                                                | | 1040                                                                |                                                                     |
| 47                                                                  | Бертяков Виталий Константинович                                     | Родина                                                              | | 295                                                                 |                                                                     |
| 47                                                                  | Митрофанов Вячеслав Владимирович                                    | Справедливая Россия                                                 | | 685                                                                 |                                                                     |
| 47                                                                  | Нечаева Ольга Юрьевна                                               | самовыдвижение                                                      | Входит в коалицию «Новосибирск-2020», поддержан Умным Голосованием                                                  | 1723                                                                |                                                                     |
| 47                                                                  | Орехова Евгения Александровна                                       | ЛДПР                                                                | | 146                                                                 |                                                                     |
| 47                                                                  | Путинцева Ирина Германовна                                          | Единая Россия                                                       | Действующий депутат                                                                                                 | 1559                                                                |                                                                     |
| 47                                                                  | Савин Дмитрий Валерьевич                                            | Коммунисты России                                                   | | 211                                                                 |                                                                     |
| 47                                                                  | Стрельников Виктор Александрович                                    | КПРФ                                                                | | 1973                                                                |                                                                     |
| 48                                                                  | Байкалова Евгения Владимировна                                      | Справедливая Россия                                                 | | 314                                                                 |                                                                     |
| 48                                                                  | Бурмистров Антон Васильевич                                         | КПРФ                                                                | | 1994                                                                |                                                                     |
| 48                                                                  | Иванов Максим Сергеевич                                             | ЛДПР                                                                | | 195                                                                 |                                                                     |
| 48                                                                  | Фоломкин Юрйй Алексеевич                                            | Единая Россия                                                       | Действующий депутат                                                                                                 | 1598                                                                |                                                                     |
| 48                                                                  | Шароглазов Михаил Павлович                                          | самовыдвижение                                                      | Входит в коалицию «Новосибирск-2020», поддержан Умным Голосованием                                                  | 656                                                                 |                                                                     |
| 49                                                                  | Бойко Сергей Андреевич                                              | самовыдвижение                                                      | Входит в коалицию «Новосибирск-2020», поддержан Умным Голосованием                                                  | 2514                                                                |                                                                     |
| 49                                                                  | Комлев Сергей Сергеевич                                             | самовыдвижение                                                      | | 498                                                                 |                                                                     |
| 49                                                                  | Скляр Максим Сергеевич                                              | ЛДПР                                                                | | 251                                                                 |                                                                     |
| 49                                                                  | Сулейманов Ренат Исмаилович                                         | КПРФ                                                                | Действующий депутат                                                                                                 | 2302                                                                |                                                                     |
| 49                                                                  | Толкачев Александр Александрович                                    | самовыдвижение                                                      | | 173                                                                 |                                                                     |
| 50                                                                  | Бондаренко Сергей Валентинович                                      | Единая Россия                                                       | Действующий депутат                                                                                                 | 2462                                                                |                                                                     |
| 50                                                                  | Гайдученко Елена Сергеевна                                          | Справедливая Россия                                                 | | 270                                                                 |                                                                     |
| 50                                                                  | Кондратьев Иван Сергеевич                                           | Новые Люди                                                          | | 500                                                                 |                                                                     |
| 50                                                                  | Попова Александра Юрьевна                                           | самовыдвижение                                                      | Входит в коалицию «Новосибирск-2020», поддержан Умным Голосованием                                                  | 1590                                                                |                                                                     |
| 50                                                                  | Толмачев Вячеслав Вячеславович                                      | ЛДПР                                                                | | 428                                                                 |                                                                     |